# Domingo Imperial
Domingo Fernandez Imperial (* 4. August 1890 in Daraga, Albay; † 19. Juli 1965 ebenda) war ein philippinischer Politiker der Nacionalista Party (NP), der unter anderem zwischen 1934 und 1935 sowie erneut von 1942 bis 1948 Mitglied des Senats war.

## Leben

### Rechtsanwalt und Senator
Imperial, Sohn von David Imperial und Lena Fernandez, absolvierte nach dem Besuch des San Beda College und des Liceo de Manila ein grundständiges Studium an der University of Santo Tomas, das er mit einem Bachelor of Arts (A.B.) beendete. Im Anschluss war er als Lehrer am Investra Señora del Rosario College sowie am Colegio Mercantil tätig und absolvierte daneben ein Studium der Rechtswissenschaften an der Escuela de la Jurisprudencia. Nachdem er das Staatsexamen als Jahrgangsbester abgeschlossen hatte, nahm er nach seiner Zulassung bei der philippinischen Rechtsanwaltskammer (Philippine Bar) am 11. Oktober 1912 eine Tätigkeit als Rechtsanwalt auf.
Bei den Wahlen vom 5. Juni 1934 wurde Imperial zusammen mit Jose O. Vera im 6. Senatswahlbezirk, der die Provinzen Albay, Sorsogon, Camarines Norte, Camarines Sur und Masbate umfasste, zum Mitglied des Senats gewählt und gehörte diesem bis zum Beginn des Commonwealth der Philippinen 1935 an. Bei dieser Wahl konnte die Partido Nacionalista Consolidato von Manuel Quezon 22 der 24 Senatssitze erringen, während die Partido Nacionalista Pro-Independencia mit Sergio Osmeña und Jose O. Vera die beiden anderen Senatssitze bekam.
Bei den ersten Präsidentschaftswahlen des Commonwealth war er einer der Hauptwahlkampfmanager in der Bicol-Region für den Kandidaten für das Amt des Staatspräsidenten, Manuel Quezon, und den Vizepräsidentschaftskandidaten Sergio Osmeña, die nunmehr ihre beiden Parteien zur Nacionalista Party vereinigten. Die Commonwealth-Verfassung sah die Abschaffung des Senats vor, so dass danach nur noch das Repräsentantenhaus als Einkammerparlament bestand.

### Richter und Wiederwahl in den Senat
Im Anschluss wurde Imperial von Präsident Quezon im Frühjahr 1936 zum Richter am Berufungsgericht des Commonwealth ernannt und gehörte diesem fünf Jahre lang an.
Nachdem 1941 die Wiedereinführung eines Zweikammersystems beschlossen wurde, wurde Imperial bei den Senatswahlen am 11. November 1941 als Kandidat der Nacionalista Party wieder zum Mitglied des Senats gewählt. Dieser trat jedoch nach dem Beginn der Besetzung der Philippinen durch das Japanische Kaiserreich bei der Schlacht um die Philippinen nach dem 8. Dezember 1941 nicht mehr zusammen. Die erste Senatssitzung fand erst nach der Rückeroberung der Philippinen am 5. Juli 1945 statt. An dieser ersten Sitzung nahmen neben ihm nur noch 14 weitere der 24 Senatsmitglieder teil, da die übrigen Mitglieder entweder verstorben (Daniel Maramba und José Ozámiz) oder wegen Kollaboration mit der japanischen Besatzungsmacht angeklagt waren (Vicente Madrigal, Quintín B. Paredes, Claro M. Recto, Eulogio A. Rodriguez, Sr., Prospero E. Sebastian, Emiliano Tria Tirona und José Yulo). Dem Senat gehörte er somit vom 1. Januar 1942 bis zum 31. Dezember 1947 an, nachdem seine Mitgliedschaft zusammen mit sieben weiteren Senatoren per Losentscheid verlängert wurde. Bei den Senatswahlen am 11. November 1947 verzichtete er auf eine erneute Kandidatur. Er wurde außerordentlicher und bevollmächtigter Botschafter in Indonesien und wurde auf diesem Posten offiziell am 3. Juni 1952 durch Proceso Sebastian abgelöst.
Nachdem Vicente de Vera verstorben war, wurde Imperial am 30. Mai 1951 zunächst kommissarischer Vorsitzender und dann am 14. August 1951 dessen Nachfolger als Vorsitzender der Wahlkommission COMELEC (Commission on Elections) und bekleidete dieses Amt nach einer Entscheidung durch den Obersten Gerichtshof vom 31. März 1955 bis zum 31. März 1958. Sein Nachfolger als Vorsitzender der Wahlkommission wurde daraufhin am 19. Mai 1958 Jose P. Carag.

### Familie
Aus seiner Ehe mit Concepcion Jaucian del Rosario Imperial gingen fünf Söhne hervor. Sein zweitältester Sohn Domingo R. Imperial vertrat 1971 den Wahlbezirk Albay 2nd District auf dem Philippinischen Verfassungskonvent (Constitutional Convention). Sein dritter Sohn Carlos R. Imperial war von 1965 bis 1972, 1987 bis 1998 sowie zuletzt zwischen 2001 und 2007 Mitglied des Repräsentantenhauses.
Sein älterer Bruder Feliciano Fernandez Imperial war zeitweise Bürgermeister von Legazpi.